# Ruth Jacoby
Ruth Jacoby é uma diplomata sueca. Ela é presidente da Fundação Dag Hammarskjöld.

## Carreira
Ela formou-se na Universidade de Uppsala. De 1994 a 1997 ela foi representante no Banco Mundial. Foi também diretora geral de desenvolvimento do Ministério das Relações Externas. De 2006 a 2010 ela foi embaixadora na Alemanha e a seguir foi embaixadora na Itália.
Ela era a ligação de Isaac Bashevis Singer quando ele recebeu o Prémio Nobel. Em 2018, ela entrevistou Gabriele Nissim no Instituto Italiano de Cultura de Estocolmo.

## Obras
- Picciotto, Robert; Weaving, Rachel (28 de outubro de 2013). «Forward». Security and Development: Investing in Peace and Prosperity (em inglês). [S.l.]: Routledge. ISBN 978-1-317-99905-8
- Frühling, Pierre (1986). Swedish Development Aid in Perspective: Policies, Problems & Results Since 1952 (em inglês). [S.l.]: The Authors. ISBN 978-91-22-00835-4